# دانشگاه غازی
دانشگاه غازی (به ترکی استانبولی: Gazi Üniversitesi)، یکی از دانشگاه‌های معتبر کشور ترکیه است که در سال ۱۹۲۶ در شهر آنکارا تأسیس شد. از دانشکده‌های مهم آن می‌توان دانشکده‌ پزشکی، دانشکده‌ دندانپزشکی، دانشکده‌ آموزش، دانشکده‌ اقتصاد، دانشکده‌ حقوق و دانشکده‌ مهندسی را نام برد. این دانشگاه در رتبه‌بندی سال ۲۰۱۹ که توسط موسسه کیواس انجام شده است در بین ۱,۰۰۰ دانشگاه برتر دنیا قرار گرفته است و هشتمین دانشگاه برتر ترکیه می باشد.

## پردیس
دانشگاه غازی دارای چندین پردیس در شهر آنکارا می باشد که پردیس اصلی آن در بشاولر واقع شده است. پردیس‌های دانشگاه تقریبا داخل شهر هستند که موجب می شود دانشجویان دسترسی راحتی به مراکز خرید و مکانهای تفریحی و ... درون شهر داشته باشند. در این پردیس ها فعالیت‌های مختلفی برای دانشجویان تدارک دیده شده‌است مانند جشنواره بهار، کنسرت‌های رایگان، کنسرت‌های فضای باز، مسابقات ورزشی، نمایش‌های تئاتری، اجرای برنامه‌های باشگاه‌های دانشجویی و همچنین سمینارهای علمی و فرهنگی.